# Юніверсіті-оф-Болтон
Стадіон «Юніверсіті оф Болтон» (англ. University of Bolton Stadium), раніше «Макрон» (англ. «Macron Stadium», 2014—2018) та «Рі́бок» (англ. Reebok Stadium, 1997—2014) — футбольний стадіон у Болтоні, Англія. Домашня арена одного із клубів-засновників Футбольної Ліги «Болтон Вондерерз». «Рисаки» грають на ньому 1997 року, коли вони переїхали сюди з «Бернден Парк».
Трибуни стадіону мають свої унікальні імена: Північна (англ. The North Stand), Вудфорд Ґруп (англ. Woodford Group Stand; південна), Західна (англ. West Stand) і трибуна Нета Лофтгауса (англ. Nat Lofthouse Stand), яка названа на честь найкращого бомбардира «Вондерерз».

## Назва
Фанати довгий час не сприймали стадіон. По-перше він знаходився поза містом, а по-друге більшість вболівальників відчувала ностальгію за старим стадіоном та його історією. Тому вулицю, на якій знаходиться стадіон, назвали іменем колишньої арени «рисаків». Стадіон отримав ім'я багаторічного спонсора клубу — компанії Рібок. Проте, знову-таки, фанатам не подобалася така назва, оскільки сильний акцент було зроблено на комерцію. Проте, з часом вболівальники звикли, оскільки вирісло нове покоління та й Рібок місцева компанія. У 2014 році стадіон отримав назву італійської компанії спортивного одягу Macron, а у 2018 році він був перейменований на «Юніверсіті оф Болтон Стедіум» на честь університету Болтона.

## Події
Окрім футбольних матчів, на цьому стадіоні проходять змагання з регбіліг, дартсу та боксу. Також «Рібок» приймає музичні шоу. Серед артистів, що виступали тут, можна відзначити Елтона Джона, Рода Стюарта, гурти Oasis та Coldplay.